# Les Griffes de la nuit
Série Freddy
La Revanche de Freddy
(1985)
Pour plus de détails, voir Fiche technique et Distribution.
Les Griffes de la nuit (A Nightmare on Elm Street) est un film d'horreur américain, écrit et réalisé par Wes Craven, et sorti en 1984.
Le film débute alors que Tina Gray, victime de cauchemars effrayants et plus vrais que nature, se confie à ses amis. Loin de la rassurer, ils lui avouent que leurs nuits sont également tourmentées par un mystérieux et inquiétant croque-mitaine dont la main gantée est pourvue de lames de rasoir. Nancy et Glen, deux amis de Tina, décident de passer la nuit chez elle durant l'absence de la mère, afin de la rassurer. De nouveau endormie, Tina sombre dans un cauchemar dont elle ne se réveillera jamais. Sa meilleure amie Nancy, traumatisée par le meurtre sauvage de son amie, réalise que ses propres rêves sont liés à une vérité camouflée par sa mère, Marge. Dans sa quête de vérité, elle découvrira que ses rêves sont visités par la réincarnation de Freddy Krueger, un tueur en série dont ses parents se sont, autrefois, débarrassés par le feu.
Dès sa sortie en salles, le film récolte un tel succès qu'il lancera une franchise cinématographique, ainsi qu'un crossover, une série télévisée et un remake.
Il est considéré comme l'un des plus grands films de tous les temps et en 2021, il intègre la bibliothèque du Congrès américain dans le catalogue du National Film Registry.

## Synopsis
En 1981, Tina Gray, une lycéenne vivant à Springwood dans l'Ohio, est en proie à de violents cauchemars habités par un monstre, ricanant et persécuteur dont la particularité est de faire crisser ses lames contre les parois. Elle se confie à sa meilleure amie, Nancy Thompson. Celle-ci décide de la rassurer en dormant chez elle en l'absence de sa mère. Ils sont rejoints par leurs amis respectifs. Nancy apprend que les cauchemars qui ont traumatisé son amie sont similaires à ceux qu'elle vit depuis quelques jours.
Tina meurt assassinée durant son sommeil. Rod, le petit ami de la jeune femme, seul témoin du meurtre, prend la fuite de peur d'être confondu. Nancy est de nouveau confrontée au tueur depuis son lycée. Elle est prise en chasse par l'homme mais parvient à se réveiller in extremis. Elle se rend à la prison pour questionner Rod, qui lui confirme qu'ils sont bien tous victimes du même homme. Elle décide alors de se soumettre à la caféine et aux pilules anti-sommeil.
À la suite d'un mauvais présage durant sa sieste, Nancy se rend au poste de police afin de préserver Rod du danger qu'elle soupçonnait. Le corps de Rod est retrouvé pendu aux barreaux de sa cellule.
Inquiète de l'intégrité mentale de sa fille, Marge accompagne Nancy dans une clinique spécialisée dans les troubles du sommeil. Cependant, cette mesure lui permettra de comprendre qu'elle peut transférer dans la réalité des objets qu'elle saisit depuis ses rêves.
Terrorisée, Marge Thompson cloisonne le domicile. Elle conte à Nancy l'histoire d'un ex-rôdeur du quartier, qu'elle nomme Fred Krueger, et qui fut un tueur d'enfants ayant sévi à de multiples reprises. Il fut arrêté et relâché après constat d'un vice de forme. Plusieurs parents du quartier, animés par la vengeance, le retrouvèrent et l'immolèrent.
Glenn décède sauvagement après s'être assoupi. Nancy parvient à ramener le tueur dans la réalité.
Freddy assassine la mère de Nancy mais disparaît dans les limbes après que Nancy, refusant de lui offrir davantage de pouvoir, lui tourne le dos.
Finalement, Nancy est enlevée par une Cadillac Série 62 rouge de 1958 à bord de laquelle elle assiste, impuissante, au meurtre de sa mère. Le véhicule s’éloigne à l'horizon.

## Personnages
- Nancy Thompson : Nancy est l'amie de Tina et la compagne de Glenn. Elle est la protagoniste du film. Elle habite avec sa mère au 1428 Elm Street.
- Glen Lantz : Glen est le petit ami de Nancy.
- Marge Thompson : la mère de Nancy et également alcoolique, elle est fortement impliquée dans l'assassinat de Freddy Krueger.
- Donald Thompson : le père de Nancy, qui est inspecteur de police.
- Freddy Krueger : tueur d'enfants à Elm Street, Freddy fut assassiné par les parents de ses victimes. En revenant d'entre les morts, il s'invite dans les cauchemars d'adolescents pour tuer ceux-ci[5].
- Tina Gray : Tina est la première victime de Freddy dans le monde réel depuis sa mort.
- Rod Lane : Rod est le petit ami de Tina, il devient un fugitif après le meurtre de celle-ci. Il est déjà connu de la police.

## Fiche technique
Sauf indication contraire, les informations mentionnées dans cette section peuvent être confirmées par la base de données cinématographiques IMDb,  présente dans la section « Liens externes ».
- Titre original : A Nightmare on Elm Street
- Titre francophone : Les Griffes de la nuit
- Réalisation et scénario : Wes Craven
- Musique : Charles Bernstein
- Photographie : Jacques Haitkin
- Montage : Rick Shaine et Pat McMahon
- Direction artistique : Gregg Fonseca
- Costumes : Dana Lyman
- Effets spéciaux : Jim Doyle et David Miller (maquillage)
- Son : James LaRue (en)
- Production : Robert Shaye, Sara Risher, Stanley Dudelson, Joseph Wolf  et John Burrows
- Sociétés de production : New Line Cinema, Media Home Entertainment (en), Smart Egg Pictures et The Elm Street Venture
- Sociétés de distribution : New Line Cinema (États-Unis), NEF Diffusion (France), Warner Bros Pictures (Québec)
- Budget : 1 800 000 USD[6]
- Pays de production :  États-Unis
- Langue originale : anglais
- Format : couleur — 35 mm — 1,85:1 — son monophonique
- Genre : horreur type slasher, fantastique
- Durée : 91 minutes
- Dates de sortie :
  - États-Unis : 9 novembre 1984 (sortie limitée) ; 16 novembre 1984 (sortie nationale)
  - France : 6 mars 1985
  - Québec : 17 février 1999 (VHS & DVD)
- Classification :
  - France : interdit aux moins de 12 ans[N 3] lors de sa sortie en salles
  - États-Unis : R - Restricted

## Distribution
Sources et légendes : Version française (VF) sur AlloDoublage
- Heather Langenkamp (VF : Séverine Morisot) (VQ : Genevieve De Rocray) : Nancy Thompson
- John Saxon (VF : Michel Paulin) (VQ: Éric Gaudry) : inspecteur Donald Thompson
- Ronee Blakley (VF : Francine Lainé) (VQ : Isabelle Miquelon) : Marge Thompson
- Johnny Depp (VF : Vincent Ropion) (VQ : Hugolin Chevrette-Landesque) Glen Lantz
- Robert Englund (VF : Henry Djanik) (VQ : Jean-Marie Moncelet) : Frederick Charles "Freddy" Krueger
- Jsu Garcia (VF : Bernard Gabay) (VQ : Sébastien Dhavernas) : Rod Lane (sous le pseudonyme de Nick Corri)
- Amanda Wyss (VF : Nathalie Juvet) (VQ : Aline Pinsonneault) : Christina « Tina » Gray
- Charles Fleischer (VF : François Leccia) (VQ : Mario Desmarais) : Dr King
- Joseph Whipp (VF : Alain Dorval) (VQ: Ronald France)  sergent Parker
- Lin Shaye ( VQ : Christine Bellier) : professeur
- Robert Shaye : le journaliste radio / l'annonceur de la radio KRGR (caméos vocaux)

## Production

### Genèse et développement
Wes Craven développe le scénario du film en se basant sur des articles lus dans le Los Angeles Times dans les années 1970. Ils évoquaient des réfugiés Hmongs ayant fui aux États-Unis après le génocide. Certains sont morts en raison d'un refus de dormir, par peur de faire de terribles cauchemars. Les médecins américains appelleront ce phénomène « Asian Death Syndrome » assimilable au syndrome de Brugada,,. Le réalisateur-scénariste déclare également s'être inspiré des religions orientales. D'autres inspirations pourraient venir d'un projet de film d'étudiant fait par Wes Craven à l'université Clarkson. Cette parodie de films d'horreur avait été filmée en 1968 à Elm Street dans la ville de Potsdam (État de New York,).
Pour le nom du personnage Freddy Krueger, Wes Craven reprend le nom d'un jeune garçon qui le brutalisait lorsqu'il était enfant,. Il y avait déjà fait allusion dans son premier long métrage, La Dernière Maison sur la gauche (1972), avec l'antagoniste appelé Krug. Pour le pull-over rayé du personnage, Wes Craven avoue s'être inspiré des couleurs portées par Plastic Man, personnage de DC Comics pouvant lui aussi changer de forme. Il choisit les couleurs rouge et vert après avoir lu dans un article de Scientific American que ces deux couleurs étaient les plus conflictuelles pour la rétine humaine.
Wes Craven écrit le scénario en 1981, après avoir achevé la production de La Créature du marais (1982). Il tente de vendre l'idée à plusieurs studios, sans succès. Walt Disney Pictures montre de l'intérêt, mais demande à Wes Craven d'édulcorer son scénario pour viser un public d'enfants ou de pré-adolescents ; ce qu'il ne fera pas,. La Paramount Pictures refuse car elle trouve l'intrigue trop similaire à celle de Dreamscape (1984),. Désespéré, Wes Craven trouve le soutien tant attendu auprès de la société indépendante New Line Cinema, qui n'officie alors que dans la distribution de films. New Line est cependant à l'époque en proie à des problèmes financiers. Des financements externes sont alors trouvés notamment en Angleterre. Un budget d'environ 1,1 million de dollars est ainsi récolté.
Dans son script original, Wes Craven présentait Freddy comme un enfant victime de maltraitance. Il est finalement décidé d'en faire un tueur d'enfants afin d'éviter l'amalgame avec des affaires de maltraitance d'enfants survenues en Californie peu avant le film. Cette idée sera finalement reprise dans le remake de 2010.

### Attribution des rôles

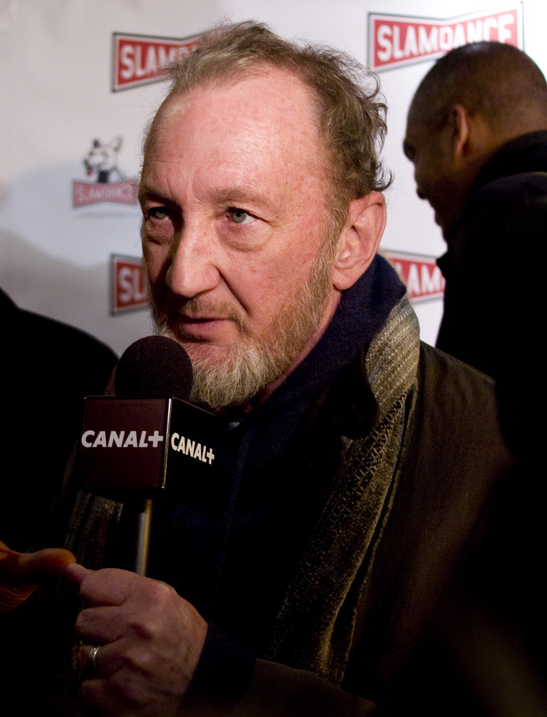
Robert Englund, ici en 2008

L'acteur britannique David Warner est initialement choisi pour incarner Freddy Krueger. Il participe à des tests de maquillage. Il quitte finalement le film, en raison d'un emploi du temps incompatible. Kane Hodder — qui incarnera plus tard une autre icône du slasher, Jason Voorhees — sera un temps envisagé par Wes Craven. Ce dernier choisit finalement Robert Englund, au physique moins imposant. Pour son interprétation, Robert Englund cite comme influence la performance de Klaus Kinski dans Nosferatu, fantôme de la nuit (1979) de Werner Herzog.
C'est le premier film dans lequel Johnny Depp apparaît. Il incarne Glen Lantz, un rôle un temps envisagé pour Charlie Sheen. Mark Patton, qui incarnera plus tard Jesse Walsh dans La Revanche de Freddy, a également auditionné pour ce rôle. D'autres jeunes acteurs comme John Cusack, Brad Pitt, Kiefer Sutherland ou Nicolas Cage ont également été envisagés,. Quant au personnage de Rod Lane, Ralph Macchio et Darren Dalton (en) sont évoqués, avant que le choix se porte sur Jsu Garcia. Le rôle du lieutenant Thompson est part ailleurs proposé à Roy Scheider, mais l'acteur est pris par le tournage de 2010 : L'Année du premier contact.
Heather Langenkamp obtient le rôle de Nancy Thompson, alors que de nombreuses actrices comme Jennifer Grey, Demi Moore, Courteney Cox, Tracey Gold ou Claudia Wells ont été envisagées.
Mimi Craven, la femme de Wes Craven, apparaît dans le film en tant qu'infirmière.

### Tournage
Le tournage a lieu de juin à juillet 1984. Il se déroule à Los Angeles (Venice, Hollywood, lycée John Marshall High School à Los Feliz, Lincoln Heights, cimetière Evergreen, Mulholland Drive, Santa Monica Boulevard, North Hollywood).
Sentant le succès important du film venir, Robert Shaye, directeur de New Line Cinema et producteur du film, impose à Wes Craven de mettre en scène une fin alternative plus dramatique que celle que prévoyait le réalisateur, afin de laisser la porte ouverte à une suite. Bien que Wes Craven n'était pas d'accord pour donner une suite à son œuvre, il filme plusieurs fins alternatives (disponibles dans la version DVD)[réf. nécessaire].
Heather Langenkamp s'est blessée à la jambe durant le tournage.

### Fins alternatives
La fin du film a connu trois versions :
- À l'origine, Nancy sortait de la maison avec sa mère et montait dans un bus scolaire où elle retrouvait ses amis Glen, Tina et Rod. Puis le bus partait pour disparaître dans le brouillard (Wes Craven suggérait alors que le bus était conduit par Freddy Krueger).
- Par la suite, le bus fut remplacé par la voiture de Glen où Nancy prenait place, avec Tina et Rod assis à l'arrière, et la bande d'amis partait tranquillement. Puis la main de Freddy traversait la vitre centrale de la porte et attrapait Marge Thompson.
- Enfin, la même version que la deuxième sauf qu'un élément effrayant a été ajouté : La capote de la voiture de Glen se referme, celle-ci révélant même les couleurs du pull rayé de Freddy. Nancy et ses amis se retrouvent donc prisonniers de la voiture et tentent d'appeler à l'aide Marge.

### Musique
Bandes originales de Freddy
La Revanche de Freddy
(1985)
La musique du film est composée par Charles Bernstein.
Liste des titres
1. Prologue - 0:33
2. Main Title - 3:29
3. Dream Attack - 1:20
4. Laying The Traps - 2:05
5. Rod Hanged/Night Stalking - 4:44
6. Jail Cell - 1:12
7. Confrontation - 1:38
8. Sleep Clinic - 2:25
9. Terror In The Tub - 0:55
10. No Escape - 2:15
11. School Horror/Stay Awake - 4:00
12. Lurking - 1:01
13. Telephone Terror - 1:05
14. Fountain Of Blood - 1:05
15. Run, Nancy! - 1:01
16. Evil Freddie - 0:48
17. Final Search - 3:56

La comptine chantée par les enfants tués par Freddy Krueger s'inspire de One, Two, Buckle My Shoe (en) :
```
One two, Freddy's coming for you.
Three four, better lock your door.
Five six, grab your crucifix.
Seven eight, gonna stay up late.
Nine ten, never sleep again.
```

Elle n'est pas composée par Charles Bernstein, mais par Alan Pasqua (en) (petit-ami de Heather Langenkamp à l'époque du film). L'une des voix enregistrées est celle de la fille du producteur Robert Shaye.

## Sortie et accueil

### Titre français
Le titre français du film, Les Griffes de la nuit, a été imaginé par le cinéaste français Claude Chabrol. L'acteur du film Robert Englund déclara adorer l'affiche française qui, selon lui, saisit l’essence et la psychologie que le film tente d’insuffler.[réf. souhaitée]

### Censure
Le film est soumis à l'association américaine Motion Picture Association of America. La scène du meurtre de Tina a subi plusieurs coupes demandées par la MPAA pour l'exploitation en salles aux États-Unis. Le film est classé R - Restricted (interdit aux moins de 17 ans) lors de sa sortie. Le film est interdit aux mineurs de moins de 13 ans en France à sa sortie en mars 1985, devenu interdit aux moins de 12 ans lors du réajustement du palier de classifications des films en France en 1990.
À l’occasion de la sortie du film en VHS, au Royaume-Uni, en France, en Allemagne ou encore en Australie, la scène du meurtre de Glenn, incarné par Johnny Depp, est présentée sans coupes. La scène est cependant absente sur tous les formats de VHS et LaserDisc aux États-Unis tout comme ce fut le cas en salles. À la suite de la standardisation des masters en 1998, c'est la version censurée qui est utilisée pour les ressorties Laserdisc en Angleterre, ainsi que pour les sorties aux formats DVD et Blu-ray dans tous les pays anglo-saxons.

### Accueil critique
Les Griffes de la nuit reçoit un accueil critique très positif. Sur le site agrégateur de critiques Rotten Tomatoes, le film obtient un score de 94 % de critiques favorables, sur la base de 54 critiques collectées et une note moyenne de 7,80/10 ; le consensus du site indique : « La prémisse intelligente de Wes Craven, combinée à l'apparence visuelle horrifique de Freddy Krueger, provoque toujours des cauchemars à ce jour ». Sur Metacritic, le film obtient une note moyenne pondérée de 76 sur 100, sur la base de 12 critiques collectées ; le consensus du site indique : « Acclamation générale ».
Le film est sélectionné lors du festival d'Avoriaz 1985, présidé par Robert De Niro. Il reçoit deux prix, mais s'incline face à Terminator pour le Grand Prix.
Le film sera ensuite intégré dans plusieurs classements honorifiques. En 1999, Entertainment Weekly le classe ainsi 11e des 25 films les plus effrayants de tous les temps. En 2015, le même magazine le classe finalement 17e du classement des 37 films les plus effrayants de tous les temps. Le film est notamment présent dans l'ouvrage de référence 1 001 films à voir avant de mourir, paru pour la première fois en 2003. En 2003, Freddy Krueger apparaît à la 40e place du classement des 50 plus grands méchants du cinéma américain de l'American Film Institute.

### Box-office
Le film a connu un certain succès commercial, rapportant 57 000 000 $ de recettes mondiales,, dont environ 25 504 000 $ au box-office en Amérique du Nord, pour un budget de production estimé à 1 800 000 $. En France, il réalise 465 864 entrées, dont 87 697 entrées sur Paris.
Le succès sauve New Line Cinema de la banqueroute. Le studio sera à l'époque ironiquement surnommé « The House that Freddy Built » (« la maison que Freddy a construite »),.

## Distinctions
- Academy of Science Fiction, Fantasy and Horror Films 1985 : nominations comme meilleur film d'horreur et meilleur jeune espoir (Jsu Garcia)
- Festival international du film fantastique d'Avoriaz 1985 : Prix de la critique et mention spéciale à Heather Langenkamp pour son interprétation

## Clins d'oeil
Comme dans plusieurs de ses films, Wes Craven glisse ici de multiples références à d'autres films. Pour rester éveillée, Nancy regarde Evil Dead (1981) de Sam Raimi. Par ailleurs, lors d'une scène où Freddy passe à travers un mur, on peut voir un masque de hockey rappelant Jason Voorhees, le héros de la saga Vendredi 13 débutée en 1980.
Dans la chambre de Glen, on peut voir un poster du groupe britannique Madness.

## Postérité

### Hommages
Dans le film Scream (1996) du même réalisateur, une scène montre Wes Craven lui-même, en concierge, avec le pull et le chapeau de Freddy passer la serpillière dans le lycée des adolescents ; l'homme se fait appeler « Fred ».
Le catcheur professionnel Gregory Helms surnomme une de ses attaques « Nightmare on Helms Street » en référence au film.

### Parodies
Dans la série télévisée d'animation Les Simpson, le film est parodié dans l'épisode intitulé « Cauchemar sur Evergreen Terrace » du Simpson Horror Show VI (1995) où Freddy est remplacé par Willie, le concierge de l'école.
Un personnage parodique de Fred Krueger apparaît dans la série Rick et Morty (épisode « The Lawnmover Dog ») sous le nom de « Scary Terry ». Scary Terry apparaît comme un personnage très complexé et qui a peur de ne pas être « assez effrayant ».

### Musique
La chanteuse Mylène Farmer fait référence au personnage de Freddy Krueger dans sa chanson Effets secondaires, face B de son single Je te rends ton amour (1999).
Le rappeur français Don Choa fait référence au vomissement du médecin légiste après le meurtre de Glenn dans sa chanson Dr. Hannibal, sur l'album Vapeurs toxiques (2002).

### Remake
En 2010, le film Freddy : Les Griffes de la nuit (A Nightmare on Elm Street) est un remake des Griffes de la nuit réalisé par Samuel Bayer. Jackie Earle Haley y incarne Freddy Krueger.